# كارل بوش
كارل بوش (بالألمانية: Carl Bosch) هو مهندس وكيميائي ألماني ولد في 27 أغسطس 1874 في كولونيا وتوفي في 26 أبريل 1940 في هايدلبيرغ.
التحق بمدرسة في معهد البوليتيكنيك للدراسات العليا في مدينة شارلوتنبرغ في قســم التعدين وصنع الآلات، ودخل إلى مختبرات الكيمياء في المعهد وحصل على الدكتوراه في ذلك فيما بعد وبرع في ذلك إلى أن طلب منه أستاذه المساعدة في المختبر لكنه فضل الصناعة في مصنع الإينيلين والصودا وهو أضخم مصانع ألمانيا الكيميائية .	Carl Bosch - Early years.
ومن أعماله أيضاً أنه حضر الأمونياك انطلاقاً من الهيدروجين والآزوت فالتحق بشركة باسف التي فيها توصل إلى تخليق الأمونياك، وبعدها صمم مصنعاً لذلك، وخلال الحرب العالمية الأولى كلفته الحكومة ببناء مصنع لإنتاج حامض النيتريك وتمكن من تنفيذ الطللب خـلال : 14 شهراً، لكن حدثت انفجارات في المصنع الذي يعمل فيه مما أدى إلى حدوث مشاكل كثيرة . Carl Bosch.
وإن أحصينا اختراعات هذا العالم القدير لتوصلنا إلى 114 اختراع في مختلف الميادين، منح الأوسمة والميداليات وأهمها كانت ميدالية (كارل ليوغ) في مجال التعدين .
منح العالم کارل جائزة نوبل عام 1931 بالاشتراك مع العالم فریدریك برجيوس، واعتبر العالم كارل بذلك من أحد كبار رجال الصناعة والتعدين .

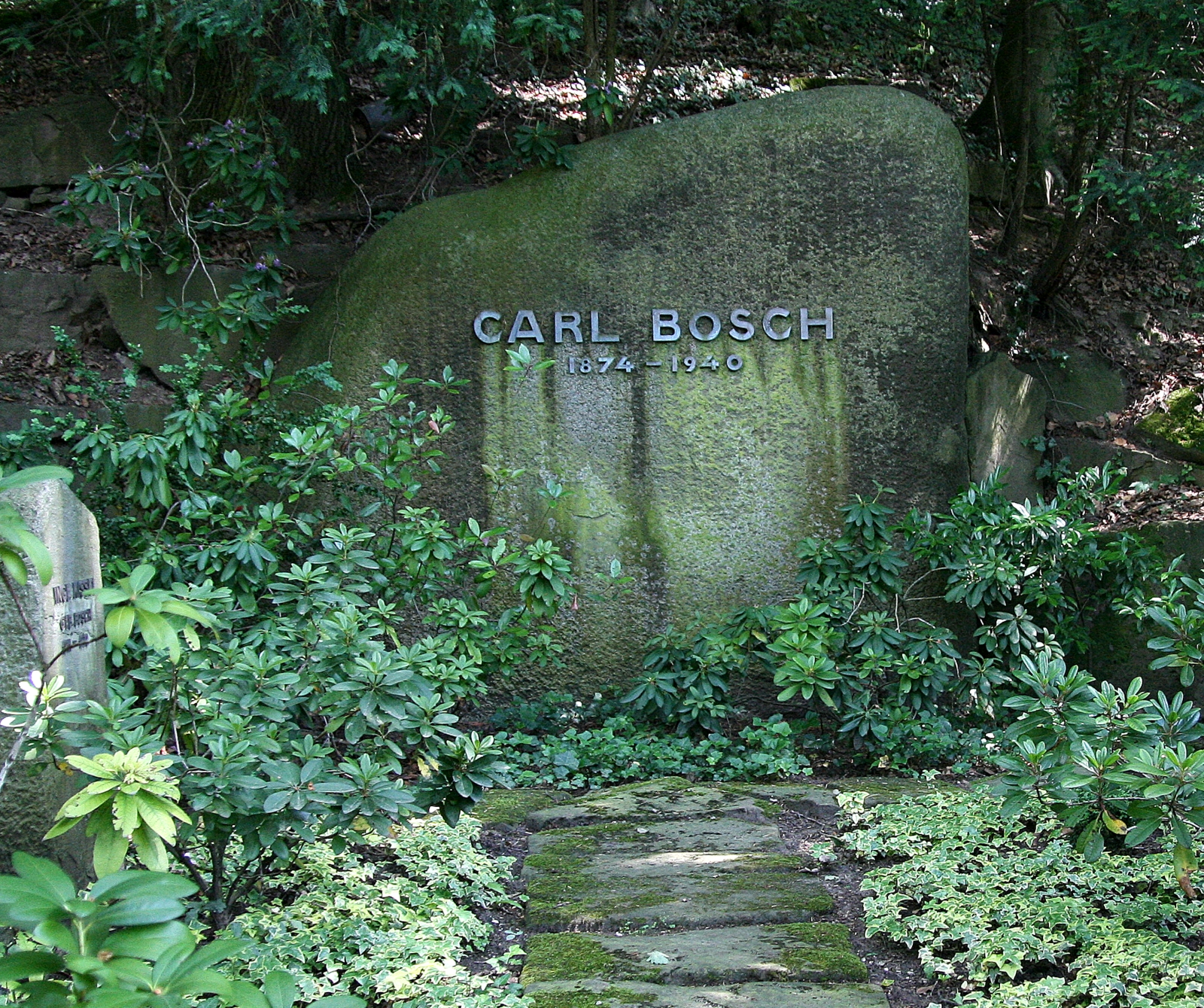
قبر بوش في هايدلبرغ

في سنة 1931 تحصل على جائزة نوبل في الكيمياء لاشتراكه في اختراع و تطوير أساليب الكيمياء تحت الضغط العالي تسمى باسمه طريقة لتحضير الهيدروجين من غاز الماء و بخار الماء عند درجة 500 درجة مئوية مع وجود عامل مساعد و غاز الماء هو غاز صناعي من نواتج الفحم يتكون من الهيدروجين و الميثان و أول و ثاني أكسيد الكربون والنيتروجين.